# Academia China de Tecnología de Vehículos de Lanzamiento
La Academia China de Tecnología de Lanzamiento (en chino 中国 运载火箭 技术 研究院 y pinyin zhōngguó yùnzàihuǒjiàn jìshù yánjiū yuàn ) o CALT (acrónimo del inglés China Academy of Launch vehicle Technology) es el principal fabricante de lanzadores y misiles balísticos con propulsores líquidos en China. CALT es una subsidiaria de la Corporación de Ciencia y Tecnología Aeroespacial de China (CASC). CALC es notable por fabricar los cohetes Larga Marcha.

## Actividad
El CALT se compone de ocho institutos, un departamento de desarrollo y producción y dos plantas de fabricación, así como un hospital y varias sociedades de cartera y participaciones en diversas empresas de tecnología. El CALT emplea a un total de 33.000 personas, incluidos 24 académicos miembros de siete de la Academia de Ciencias de China o de la Academia China de Ingeniería, así como miles de técnicos superiores e ingenieros. En 2015, la compañía logró ingresos totales de 42.5 billones de yuanes y ganancias netas de 2.71 billones de yuanes.
Los principales establecimientos de CALT se encuentran en Nanyuan, en los suburbios del sur de Beijing.

## Historia
Fue creado el 16 de noviembre de 1957 para la producción de la versión china del misil soviético R-2 con el nombre de Primera Academia, posteriormente renombrada Sociedad Industrial Beijing Wan Yuan (BWYIC). Con el tiempo se convierte en CALT.
El 15 de octubre de 1957, el vice primer ministro chino Nie Rongzhen y el vicepresidente del Consejo de Ministros de la URSS, Mijaíl Gueórguievich Pervujin, firmaron el "Acuerdo entre el Gobierno chino y el Gobierno de la Unión Soviética sobre la producción de nuevas armas y equipos militares y el establecimiento de una industria nuclear integral. de China". A continuación, El Gran General Su Yu (粟裕, 1907-1978), jefe convocó a la Mayor de las del Ejército Popular de Liberación y sus diputados, el Gran General Huang Kecheng (黄克诚, 1902-1986) y el Gran General Chen Geng (陈赓, 1903-1961) celebraron una reunión el 30 de octubre de 1957, en la que, aparte de ellos, participaron el Teniente General Wang Zheng (王 诤, 1909-1978), Jefe de la División de Telecomunicaciones de la Comisión Militar Central del PCCH, el teniente general Zhu Ming (朱明, 1903-1964), comisario político de dicho departamento, Li Qiang (李强, 1905-1996), agregado comercial en la embajada china en Moscú, el Mayor General An Dong (安 东, 1918-1966), Secretario General de la Comisión de Aviación, Qian Xuesen, Jefe del 5.º Instituto de Investigación del Ministerio de Defensa, el Mayor General Gu Jingsheng (谷 景 生, 1913-2004), Comisario político del 5.º Instituto de Investigación, el Mayor General Liu Bingyan (刘秉彦, 1915-1998), Jefe Adjunto del 5.º Instituto de Investigación, el Teniente General Lin Shuang (林 爽, 1917-2001), y el Jefe Adjunto del 5.º Instituto de Investigación. El propósito de esta sesión fue discutir las implicaciones del Tratado del 15 de octubre, en particular cómo se debería organizar la ciencia espacial en China bajo las nuevas condiciones. Desde el principio, los participantes de la reunión acordaron que el liderazgo en la nueva estructura debería ser asumido por el 5.º Instituto de Investigación del Ministerio de Defensa.
El 15 de noviembre de 1957, el ministro de Defensa, Peng Dehuai, sugirió al primer ministro Zhou Enlai establecer dos ramas (分院) dentro del quinto instituto de investigación: la primera rama del se ocuparía de los misiles (misiles tierra-superficie, misiles antiaéreos, misiles antibuques), la segunda rama del instituto se encargaría de la electrónica. Zhou Enlai aceptó la propuesta y el 16 de noviembre de 1957, nombró a Qian Xuesen para dirigir el Quinto Instituto de Investigación como jefe del Primera Rama del Instituto, y el Mayor General Liu Bingyan se convirtió en su suplente. El mayor general Gu Jingsheng fue nombrado comisario político de la Primera Rama del Instituto y también comisionado político adjunto del quinto instituto de investigación; fue remplazado de su antiguo cargo por el mayor general Liu Youguang (刘有光, 1914-2001). Esta se considera la fecha de fundación de la Academia China de Tecnología de Vehículos Lanzadores.
El 5 de noviembre de 1960, Qian Xuesen y su grupo de investigadores lanzaron el primer cohete chino en el cosmódromo de Jiuquan, más tarde llamado "Dongfeng 1". El 29 de junio de 1964, seguido en 1964 por el misil de medio alcance Dongfeng 2A, y el 16 de octubre de 1964 detonó en el sitio de prueba de armas nucleares Lop Nor la primera bomba atómica china. La gama de tareas y el personal del 5.º Instituto de Investigación habían crecido constantemente. Como resultado, el Congreso Nacional del Pueblo decidió el 4 de enero de 1965, concluir la primera sesión de la tercera sesión legislativa a propuesta del primer ministro Zhou Enlai externalizar las actividades de misiles del Ministerio de Defensa a su propio ministerio. El 5.º Instituto de Investigación pasó a llamarse "Séptimo Ministerio de Industria de Ingeniería Mecánica" (Pinyin Dì Qī Jīxiè Gōngyè Bù) El responsable era el teniente general Wang Bingzhang (王秉璋, 1914-2005), desde 1962 director del 5.º Instituto de Investigación, con Qian Xuesen como uno de sus adjuntos. El área de competencias del ministerio ahora se ha definido por primera vez: además del desarrollo de misiles balísticos intercontinentales, era responsable de la investigación científica, el desarrollo, las pruebas y la producción de naves espaciales, así como la expansión y la nueva construcción de cosmódromos. El antiguo instituto de la primera rama se convirtió en la Primera Academia del Séptimo Ministerio de Ingeniería Mecánica "(第七 机械 工业 部 第一 研究院). Este nombre, a pesar de numerosas reestructuraciones a nivel de Ministerio, todavía se usa hoy en día. Además, en febrero de 1989 por el entonces Ministerio de Industria Aeroespacial (航空 航天 工业 部, Pinyin Hángkōng Hángtiān Gōngyè Bù), recibió el nombre de "Academia China de Tecnología de Vehículos de Lanzamiento".

## Productos
CALT es el fabricante líder de lanzadores de propulsores líquidos chinos y misiles balísticos. Fabrica las diversas versiones del vehículo de lanzamiento Larga-Marcha y el misil balístico intercontinental DF-5. Pero también equipos de cosmódromo, módulos de tubería, turbinas eólicas, vehículos especiales y plantas industriales.